# Kyo Sōma
Kyo Sōma (草摩 夾) és un personatge fictici del manga i anime Fruits Basket. És un dels personatges principals de la sèrie. El Kyo va néixer amb una maledicció que afectava la seva família, la maledicció del zodíac xinès. Cada cop que abraça, o és abraçat per algú del sexe contrari, es transformat en un gat. En Kyo també es pot transformar si se sent pressionat o amb estrès emocional. El gat no és un animal del zodíac xinès, però segons la llegenda, el gat hauria format del zodíac si la rata no l'hagués enganyat. A conseqüència d’aquest engany, el Kyo sent un profund odi i ressentiment cap en Yuki Sōma (posseït per la rata), al qual culpa per ser l'únic rebutjat i maltractat entre els posseïts.

## Fruits Basket
Fruits Basket (フルーツバスケット) és un manga i anime del gènere shōjo, escrit i il·lustrats per l’autora Natsuki Takaya va ser finalitzat el 20 de novembre del 2006. Conté 23 volums.
El 2001 aquest manga va guanyar el premi Kōdansha al millor manga en la categoría de shōjo, a causa de l'èxit obtingut, van crear la versió de l’anime que va sortir en emissió l'any 2001, dirigida per Akitaro Daichi, (emesa al Japó per la TV Tokyo).
L'anime va durar 26 episodis, només van arribar a adaptar fins al 6è volum del manga, i van deixar una gran decepció entre els fans, que esperaven l’adaptació de tot el manga. El 2019 van decidir fer un nou anime adaptant el manga sencer.
A Catalunya va ser emesa pel canal K3 des del 23 d’agost del 2005 fins al 28 de febrer de 2006 amb nombroses reemissions posteriors.

## Història personal

### Infància (4 - 6a)
En Kyo va viure la seva infància sent rebutjat i tractat de monstre per la seva família, per ser el posseït del gat. Va rebre amenaces i maltractaments de part del cap de família Akito Sōma. La mare del Kyo es va suïcidar davant del seu fill saltant a les vies d'un tren en moviment, això va fer que el seu pare el culpés ràpidament de totes les desgràcies de la seva família, fent que al cap del temps, el Kyo se sentís culpable. El seu pare es negava a seguir educant-lo. Kazuma Sōma era el net de l'antic posseït per l'esperit del gat. Va decidir adoptar-lo per posar fi a l'aïllament del gat. Després de convertir-se en el seu pare adoptiu, decideix entrenar al Kyo tant físicament com mentalment, ensenyant-li en el seu dojo arts marcials, per tenir una font de força per seguir endavant encara que sigui dur ser el posseït pel gat. Després de l'adopció el Kyo aprèn què és sentir-se estimat, tot i seguir maltractat per la família. Tornant d'escola decideix anar a un descampat del barri per tranquil·litzar-se i allà coneix a Kyoko Honda, atreta per la curiositat del cabell ataronjat del noi. Ell sempre ha estat rebutjat i ara, algú desconegut volia parlar amb ell. La semblança de noms Kyo i Kyoko el fa sentir una certa vergonya, i decideix no donar el seu. Quan la sent parlar es troba en un ambient càlid i decideix obrir-se a ella (cosa que no feia amb ningú). Kyoko li parla sobre la seva filla Tohru Honda (la protagonista) qui té la mateixa edat que en Kyo, i sent la curiositat de conèixer-la, tot i la por de transformar-se en gat davant d'ella. Un dia la Kyoko perd la Tohru i en Kyo es presta a buscar-la. En Kyo veu la Kyoko corrent cap a ell amb una gorra a les mans(que era seva), i ella li diu que el noi que li havia donat aquesta gorra ja havia portat la Tohru a casa i que no calia que seguís buscant. El Kyo se sent traït, ja que odia al Yuki i se'n va, i no es tornaran a veure amb la Kyoko.

### Adolescència (16 - 18a)
La primera aparició que fa el Kyo a la sèrie és quan salta pel sostre en un intent d’atacar al Yuki. Quan Kazuma Sōma li treuen els comptes de juzu (braçalet), davant de la Tohru, es transforma amb la seva aparença vertadera de gat. Fuig perquè la Tohru no el vegi, però ella el persegueix, i després de ser ferida pel Kyo (fent-li una gran esgarrapada) ella li diu que l'està espantant. Però també li diu que vol estar amb ell i estar junts. El Kyo quan es relaxa es transforma en humà dient-li que la seva mare li va dir que l'estimava, però el Kyo sabia que en veritat li tenia por. Explica que no tenia problemes amb què la seva mare li tingués por a la seva veritable forma. Després abraça la Tohru, convertir-se en un gat va caure adormit en braços de la Tohru i ella el va portar a casa. Durant les vacances d'estiu, decideixen anar (la majoria dels posseïts pel zodíac) a la casa de vacances de la platja, un cop arriben allà van avisar que el cap de família estava allà i, per tant, havien d'anar a veure'l. Quan va arribar el seu torn, el Kyo va anar a la casa per trobar-se amb l'Akito. L'Akito va advertir al Kyo sobre estar enamorat de la Tohru, i que no li serviria de res perquè segons l'aposta que havien fet, si el Kyo no derrotava al Yuki abans de la graduació seria confinat en una casa per la resta de la seva vida.
Després de les vacances d'estiu fan un viatge escolar amb l'institut a Kyoto, on els lligams entre les seves relacions es fan més forta.
Durant el festival Cultural la classe 2-D fan una obra de teatre amb el nom "d’Alguna cosa com a Ventafocs" i el Kyo l'escullen per fer el paper del príncep.

## Maledicció de la família shoma

### Història del zodíac xinès[3]
La maledicció ve de la llegenda del zodíac xinès: Fa molt de temps, certa persona vivia en una muntanya, havia estat sol durant molt de temps, sabia que molta gent vivia al peu de la muntanya, però estava sol, sabien que el seu gran poder, llarga vida i inabastable memòria el feia diferent de les altres persones. La gent li tenia por, temien ser ferits per ell. Ell també tenia por d’aquest poder que el feia ser tan diferent de la resta. Aleshores un dia, un gat el va anar a visitar, va ser una visita sobtada. El gat es va mostrar respectuós i va dir: "He estat observant-te durant un temps, i resultes molt misteriós. Sóc un simple gat de carrer però em sento atret cap a tu, prego que em deixis estar al teu costat. si us plau. "El gat va ser fidel a les seves paraules i mai es va separar de la persona. Ni per un moment. Això el va fer molt feliç, i aleshores Déu va tenir una idea. "Potser aquells que també són diferents dels humans estarien disposats a ser els meus amics. Potser podria celebrar un banquet agradable amb aquells que entenguin els meus sentiments." Déu va escriure vàries invitacions, les va enviar, i en resposta, dotze criatures van anar a veure a déu. Després d'això, deu i els tretze animals van celebrar un banquet a casa amb la nit il·luminada per la lluna. Cantaven i ballaven.
Un dia, Déu va fer un encanteri i va marcar un símbol al voltant d'una tassa de sake, li va donar de beure al gat, mentre ell els deia als altres:" aquí i ara, faré uns llaços eterns entre nosaltres, inclús després de morir, seguirem connectats a través dels vincles, sense importat quants cops morim i renaixem, farem més banquets com aquests." 
El gat no volia l'eternitat, i també va dir: “Deixa'ns acceptar la mortalitat, encara que això ens entristeixi. I amb un últim moviment de cua el gat va caure mort. Però ningú va donar-li atenció, estaven massa preocupats per la sensació de ser traïts.

### El gat del Zodíac
El Kyo comparteix alguns trets amb els gats (tots els gats el segueixen) com ara que no li agrada gens mullar-se, a causa d'això, el seu estat d'ànim canvia dràsticament durant la pluja. Quan li treuen els comptes de juzu (la polsera de boletes), es converteix en un monstre grotesc amb una olor repugnant.

## Relacions en l’anime i manga

### Tohru Honda
El Kyo i la Tohru es coneixen en el capítol 2 del manga i en l'episodi 2 de l'anime (encara que ell l'havia conegut quan eren petits). En un principi el Kyo és molt distant i fred amb ella, però la seva relació es torna més càlida amb el pas dels capítols. En el moment que el Kyo revela la seva aparença real passen una situació on es posen a prova els sentiments de la Tohru i el Kyo, gràcies a això la relació d'ells creix amb confiança. Durant les vacances d'estiu (Fruits Basket 2nd Season) la seva relació d'amistat es torna molt més forta, ja que es veuen obligats a passar molt temps ells dos sols, mentre la resta de la família Sōma és convidada a la casa de vacances de l'Akito (el cap de família). El Kyo acaba enamoren-se d'ella, però no ho admet davant de l'Akito perquè no vol que parlin malament d'ella, per que un "monstre" s'ha enamorat d'ella, ell l'estima i vol passar els seus últims moments amb ella abans de ser confinat.A mesura que avança la sèrie es veu com els dos van mostrant cada cop més interès per estar junts. En l'última temporada la Tohru es declara al Kyo, però acaben tenint una discussió i el Kyo intenta fugir, però la Tohru té un accident i acaba caient per un precipici, quan ell s'assabenta i va a buscar-la la troba desmaiada i amb ferides greus, per un moment ella recupera el coneixement i dèbilment li diu "no passa res, tot sortirà bé" caient desmaiada un altre cop, ell sorprès i aviat li fa un petó. Quan li donen la Tohru l'alta de l'hospital, el Kyo la va a buscar, la Tohru en veure'l fuig al no saber com reaccionar, ell la persegueix i es confessa i li diu que si ha de seguir vivint ho vol fer amb ella al seu costat. El Kyo i la Tohru acaben sent parella, i al final de la sèrie/manga es pot veure com els dos de grans es donen la mà per un jardí de flors.

### Yuki Sōma
La relació entre el Yuki i el Kyo en un principi és molt tòxica, ja que en la llegenda del zodíac xinès, la rata enganya el gat causant que el gat no formi part del zodíac el que el Kyo culpa al Yuki de totes les seves desgràcies perquè "la rata va ser qui el va enganyar".
Durant la infància, en els pocs moments que creuaven mirades el Kyo el mirava amb cara de menyspreu i de ràbia. Un dia al Kyo se-li va caure la seva gorra i el Yuki li va recollir (és la gorra que el Yuki li dona a la Tohru quan la porta fins a casa seva), però ell el mira amb rebuig i li diu que aquella gorra ja no és seva i que s'ha la pot quedar. El Kyo va fer una promesa al Akito, on ell jurava que derrotaria al Yuki abans de la graduació, i per això es pot veure que durant tota la sèrie els dos fan diversos combats. Gràcies a la Tohru la seva relació es torna més relaxada, el Kyo deixa la seva obsessió per derrotar-lo, i se centra a viure el que li queda junt amb la Tohru abans de la graduació. Quan la Tohru és hospitalitzada, el Kyo entra en un estat de depressió i per un moment decideix allunyar-se de ella per no fer-li més mal.
Al final, el Kyo s'adona que ha fet servir el Yuki com el dolent i el culpable de tot el què li passava i qui li havia robat l'esperança.